# Chronologia
Chronologia – nauka o mierzeniu czasu, kolejności następowania po sobie wydarzeń, zjawisk, a także oznaczeniu wydarzeń, zjawisk na podstawie przyjętego podziału czasu. Nazwa pochodzi od greckich słów chronos (czas) i logos (słowo, nauka).
Chronologia może być:
- matematyczna, czyli astronomiczna, która bada ruchy ciał niebieskich, o ile pozostają one w związku z mierzeniem czasu (czyli przede wszystkim pozorny ruch Słońca wokół Ziemi oraz rzeczywisty ruch Księżyca wokół Ziemi;
- techniczna, czyli historyczna, która bada historyczne podziały czasu, dokonywane głównie na podstawie ruchów ciał niebieskich, sprowadzająca je do podziałów używanych obecnie[1].

Chronologia historyczna jest jedną z nauk pomocniczych historii. Jest niezbędna do ustalenia czasu powstania źródeł.

## Chronologia astronomiczna
Podstawowe pojęcia:
- doba
  - syderyczna – ruch wobec gwiazdy – 23 h 56 min 4 s
  - słoneczna – ruch wobec słońca (różnica ok. 51 s)
  - średnia słoneczna – 24 h – sztuczna, ale wygodna[według kogo?]
- miesiąc
  - synodyczny – między dwiema fazami księżyca (jest ich 8) – 29 dni 12 h 44 min 2,8 s;
  - syderyczny – od południka niebieskiego do tego samego – 27 dni 7 h 43 min 4,7 s.
- rok
  - zwrotnikowy (21 marca – równonoc wiosenna) 365 d 5 h 48 min 46 s;
  - syderyczny – „od gwiazdy do gwiazdy” – 365 d 6 h 9 min 9 s.

## Sposoby i narzędzia do mierzenia czasu

### Pierwotne sposoby mierzenia czasu
- obserwacja cienia (gnomon – przedmiot, którego cień obserwujemy, (np. cień człowieka, drzewa, kijka), obserwacja księżyca (fazy lunarne);
- cykle świąt (np. wielkanocny, zielonoświątkowy, Bożego Narodzenia);
- obserwacja okresu wegetatywnego przyrody (np.: zmiany w przyrodzie, pory roku, okresowe zachowania zwierząt).

### Narzędzia do mierzenia czasu
- zegar równikowy – wskazówka umieszczona równolegle do osi ziemi, a więc pod takim kątem, pod jakim się znajduje na danej szerokości geograficznej;
- zegar słoneczny poziomy – wskazówka to trójkąt o kącie ostrym równym szerokości geograficznej i położony na linii północ-południe;
- zegary piaskowe i wodne – klepsydry (od greckiego słowa oznaczającego złodziejkę wody), niedokładne ze względu na różną grubość ziaren piasku i zmienność ciśnienia;
- zegary ogniowe, działające na zasadzie spalania materiału np.: oliwy, świecy, kulki zawieszonej na nici;
- zegary kołowe – na wał nawinięty sznur z obciążnikiem; niedokładne: wymagały smarowania, nawijania i pomimo wprowadzenia sprężyny znacznie przyspieszały pod koniec cyklu;
- zegary wahadłowe (po wynalezieniu wahadła przez Galileusza w 1584 roku; Huygens – r. 1656);
- zegary kwarcowe (obecnie powszechnie stosowane);
- zegary atomowe (ciągle w fazie rozwojowej).

## Kalendarze
Przykładowe kalendarze:
- juliański (wprowadzony w 46 p.n.e. od 1 stycznia 45 p.n.e. przez Cezara jako najwyższego kapłana, opracowany przy pomocy astronoma aleksandryjskiego Sozygenesa[2]) – 365 dni co 4 lata 366, a jednak różnica do roku zwrotnikowego dawała 11 minut czyli 1 dzień na 128 lat, co powodowało problemy przy wyznaczaniu Wielkanocy (ubytek 1 dnia w ciągu 128 lat), pierwsza równonoc wiosenna 25 marca 46 roku p.n.e., 12 miesięcy, 2 × 24 lutego w roku przestępnym, Wielkanoc „cofała się” o jeden dzień co 128 lat[3];
- gregoriański – wprowadzony przez papieża Grzegorza XIII, opracowali go bracia Luigi i Antonio Lilo[potrzebny przypis], został ogłoszony bullą Inter gravissimas w 1582. Po 4 października miał nastąpić od razu 15; co 400 lat opuszcza się 3 dni przestępne, gdy są to setki niepodzielne bez reszty przez 400: np. 1700, 1800, 1900, ale 2000 już był rokiem przestępnym[4];
- francuski rewolucyjny (funkcjonował od 22 września 1792 do 1 stycznia 1806), 4 letnie cykle, nowy rok od 22 września, 12 miesięcy (m.in. brumaire, termidor, itd.), 30-dniowy miesiąc, ostatni miesiąc 5 lub 6 dni więcej (w zależności); dekady zamiast tygodni (zniesione w 1802 roku)[5].
- muzułmański
- irański
- kalendarz buddyjski
- kalendarz żydowski

## Ery
- era dionizyjska (era chrześcijańska) – od r. 1 n.e. (brak roku 0) ustalona przez Dionizego Małego[6],
- era bizantyjska – od r. 5508 p.n.e. (od stworzenia świata)[7],
- era olimpijska – od r. 776 p.n.e. (pierwsza olimpiada)[7],
- era żydowska (do XI wieku era Seleucydów – początek 312 p.n.e.), później od stworzenia świata – początek 7 października 3761 p.n.e.[7],
- era mahometańska – od r. 622 n.e. (ucieczka Mahometa z Mekki do Medyny (Hedżra)[7],
- era rzymska lub warrońska – od r. 753 p.n.e. (założenie Rzymu),
- indykcje (podatek rzymski), wprowadzony od 313 roku n.e. – płacony co 15 lat (obliczanie: Indykcji rok + 3 podzielić przez 15 = indykcja; reszta przy dzieleniu to indykcja, brak reszty = zawsze 15, Indykcje w Bizancjum rok podzielić przez 15; reszta przy dzieleniu to indykcja, jej brak = zawsze 15);
- według lat panowania władców, papieży,
- era rewolucyjna lub republikańska (od proklamacji Republiki, tj. 22 września 1792)[8],
- era masońska (od 4000 roku p.n.e.)[8].

## Początek roku
- styl Obrzezania (łac. Circumcisio) – 1 stycznia (Cezar 45 p.n.e.; nazwa późniejsza, z czasów chrześcijańskich)[9];
- styl marcowy – 1 marca – republikański Rzym i Frankowie do Pepina Małego[9];
- styl Zwiastowania – od 25 marca (Florencja i Piza)[9];
- styl wielkanocny (francuski) – od IX w. na terenie Francji[9];
- styl bizantyjski – 1 września – Bizancjum, południowe Włochy i Rosja w latach 1492–1700[9];
- styl Narodzenia Pańskiego – 25 grudnia – Polska, Państwo Kościelne, Anglia (do XIII wieku), Niemcy i Czechy[9].

## Podział roku
- Na pory roku[10]:
  - wiosna – od 22 lutego (święto Katedry św. Piotra);
  - lato – od 25 maja (św. Urbana);
  - jesień – od 24 sierpnia (św. Bartłomieja);
  - zima – 11 listopada (św. Marcina).
- Miesięczny[10]:
  - Ianuarius (Janus – styczeń),
  - Februarius (św. Oczyszczenia – luty),
  - Martius (bóg wojny, Mars – marzec),
  - Aprilis (otwarcie – wiosna – kwiecień),
  - Maius (Maia – matka Merkurego – maj),
  - Iunius (Junona – czerwiec),
  - Iulius (Juliusz Cezar – lipiec),
  - Augustus (Oktawian August – sierpień),
  - September (wrzesień),
  - October (październik),
  - November (listopad,
  - December (grudzień; łacińskie nazwy tych ostatnich – od kolejnych liczb w języku łacińskim).
- Dni tygodnia:
  - 7-dniowy tydzień – rzymski – niezbadane orientalne pochodzenie[potrzebny przypis]: Saturni, Solis, Lunae, Martis, Mercurii, Iovis, Veneris[11];
  - 7-dniowy tydzień – „łaciński” – Dies dominica (niedziela), feria secunda (poniedziałek), tertia (wtorek), quarta (środa), quinta (czwartek), sexta (piątek), sabbatum (sobota).
- Podział dnia – godziny nierówne (horae inaequales)
  - Dzień naturalny (tota dies, dies naturalis, dies integra)
  - Media nox – północ
  - Ante lucem – brzask
  - Mane – ranek
  - Ad meridiem – przed południem
  - Meridies – południe
  - Occasus solis – zachód słońca
  - Crepusculum – zmierzch
  - Godziny kanoniczne (horae canonicae) przed XIII w.
  - Matutina – trzecia część nocy (ranna msza)
  - Prima – rozpoczyna dzień o wschodzie słońca, czyli między godz. 4 a 8 rano w zależności od pory roku
  - Tertia – połowa przedpołudnia (pora, kiedy rozpoczyna się ruch w życiu publicznym)
  - Sexta – południe
  - Nona – połowa popołudnia
  - Vespera – przed zachodem słońca
  - Completorium – po zachodzie słońca
- Godziny kanoniczne (horae canonicae) od XIII w.
  - Prima
  - Tertia – połowa przedpołudnia (pora, kiedy rozpoczyna się ruch w życiu publicznym)
  - Nona – południe
  - Vespera – połowa popołudnia

## Święta
- pridie – dzień przed,
- quattuor tempora – suche dni (post),
- Dominica invocavit – pierwsza niedziela wielkiego postu,
- świętego Stanisława – 8 maja i 27 września (przeniesienie relikwii),
- Dominica resurrectionis – Wielkanoc,
- septuagesima – siedemdziesiątnica,
- dies cinerum, caput ieiunii – Środa popielcowa,
- quadragesima – wielki post,
- ascensio Domini – Wniebowstąpienie Jezusa Chrystusa (40 dni po Wielkanocy),
- Dominica Pentecostes – zielone świątki (50 dni pod Wielkanocy),
- Dominica prima adventus – pierwsza niedziela adwentu,
- Conductus Paschae, albis – pierwsza niedziela pod Wielkanocy, –
- post epiphaniam – po 3 królach,
- de passione – niedziela męki Pańskiej,
- de palmis – Niedziela Palmowa,
- maior hebdomada – Wielki Tydzień,
- cena Domini – Wielki Czwartek,
- Parasceve – Wielki Piątek,
- sabbatum sanctum – wielka sobota,
- octava – 7+1 dni,
- feria infra octavam – dzień w oktawie,
- dies octava – 8 dzień oktawy,
- cyzjojany – obrzezanie – 1 stycznia,

## Obliczanie
a) Obliczanie cyklu słonecznego dla roku:
rok+9/28=wynik;
reszta to liczba,
gdy jej nie ma to=28,
b) Obliczanie Dnia Wielkanocy:
(rok+1)/19=wynik;
reszta to złota liczba,
gdy jej nie ma to=19,
c) Obliczanie indykcji:
rok+3/15=indykcja;
reszta – indykcja,
brak reszty=15,
d) Obliczanie indykcji dla Bizancjum:
rok/15;
reszta – indykcja,
brak=15,
e) Obliczanie kalend:
dni miesiąca+2-liczba kalend,
f) Obliczanie Id:
13 lub 15 (mar-ma-jul-o)+1-ida,*
g) Obliczanie nony:
5 lub 7 (mar-ma-jul-o)+1-nona,*
(*) Mar-ma-jul-o = marzec, maj, lipiec, październik – dla tych miesięcy liczba 15 (Idy), 7 (nony).

## Chronologia w archeologii

### Chronologia względna
Chronologia względna – jedna z metod ustalania chronologii w archeologii.
Zajmuje się określaniem tego, które z porównywanych źródeł archeologicznych jest starsze. Stosowanie tej metody nie pozwala jednak określić wieku znaleziska.
W ustalaniu chronologii względnej stosuje się m.in. następujące metody:
- metoda typologiczna – analizowanie podobieństw formalnych pomiędzy zabytkami;
- metoda seriacji – analizowanie zmian i cech w badanych przedmiotach;
- metoda analizy stylistycznej – analizowanie stylu w zabytkach, które posiadają zdobienia;
- metoda stratygraficzna – analizowanie położenia zabytków względem siebie, a także badanie warstw geologicznych lub kulturowych w miejscach, gdzie znaleziska odkryto;
- metoda planigraficzna – uwzględnianie stanowisk archeologicznych oraz miejsc znalezisk na planach; uzyskuje się dzięki temu obraz zasięgu stanowisk, jak również obszarów występowania znalezisk.

### Chronologia bezwzględna
Chronologia bezwzględna (inaczej absolutna) pozwala na określanie wieku znalezisk (zob. też datowanie bezwzględne).
W tym celu stosuje się następujące metody:
- metoda radiowęglowa – polega na badaniu zawartości radioaktywnego izotopu węgla 14C; daje to możliwość określenia przybliżonego wieku znaleziska;
- metoda argonowo-potasowa – wykorzystuje się w niej właściwości rozpadu pierwiastków promieniotwórczych;
- metoda uranowo-torowa – jw.;
- metoda iłów warstwowych, inaczej warwochronologia – wprowadzona przez szwedzkiego geologa Gerarda de Geera metoda wykorzystująca określanie czasu trwania kolejnych stadiów recesji lodowców na podstawie obliczenia ilości ilastych warstw w przylodowcowych zbiornikach wodnych w ciągu roku;
- metoda dendrochronologiczna – polegająca na badaniu słojów drzew kopalnych (w Polsce przede wszystkim dębów i sosen); metoda ta pozwala na ustalenie czasu ścięcia drzewa z dokładnością do 1 roku;
- metoda napływu importów – analiza tzw. importów z obszarów opracowanych już pod względem chronologii historycznej (gł. analiza monet itp.);
- metoda termoluminescencji – analizowanie zmian strukturalnych w niektórych minerałach (głównie kwarc, cyrkon);
- metoda paleomagnetyczna – ustalanie wieku danego znaleziska na podstawie nawiązania do wydarzeń paleomagnetycznych oraz rytmów zmian pola magnetycznego.